# Palinuro

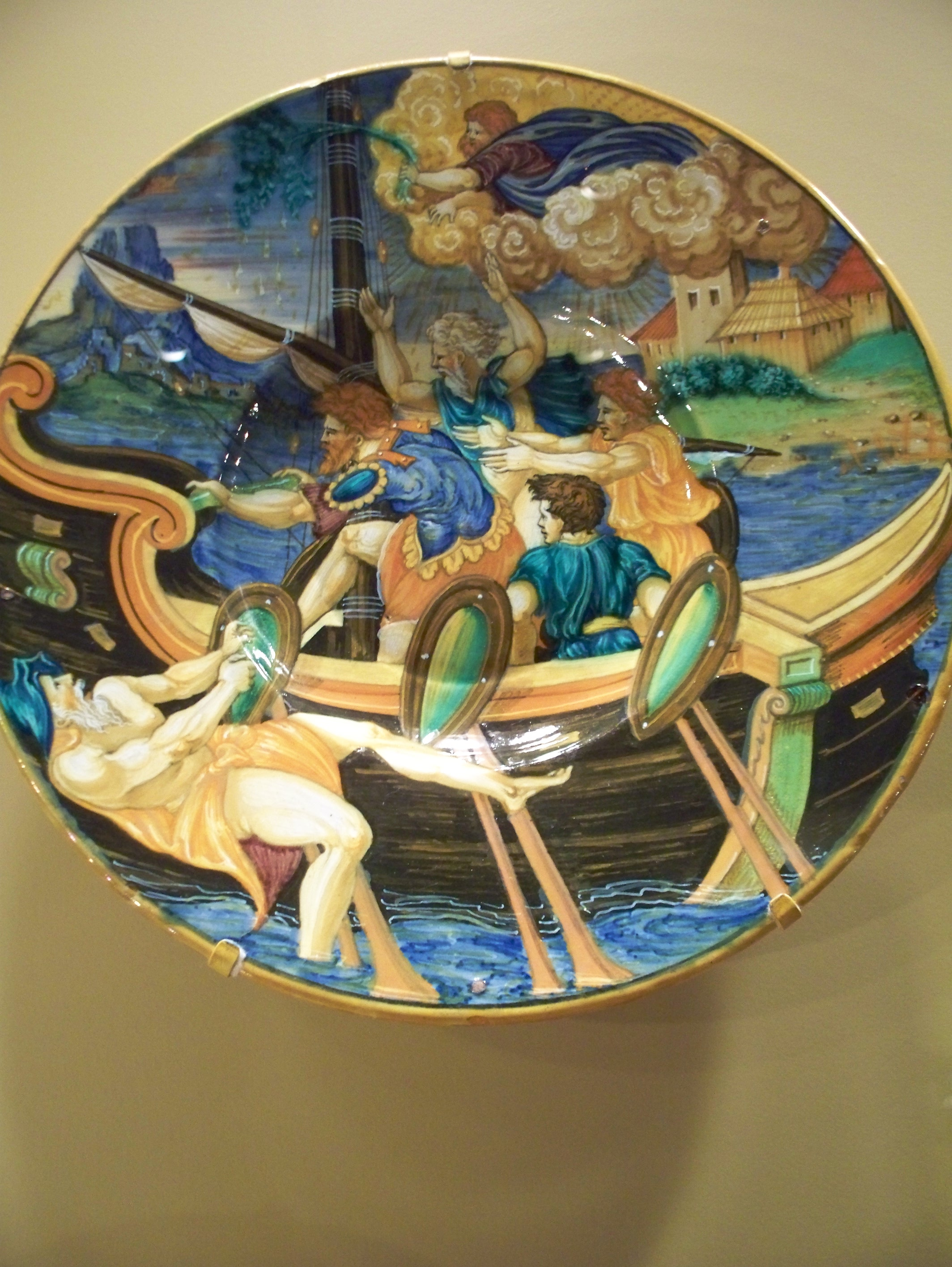
Palinuro cae al agua (mayólica de 1535).

Palinuro fue el piloto de la nave de Eneas desde su salida de Troya tras la destrucción de la ciudad. Cuenta Virgilio en la Eneida que, tras parlamentar Venus y Neptuno, éste le prometió a la diosa que los troyanos arribarían al Lacio con navegación segura a cambio de una ofrenda humana. Durante la travesía nocturna, Somnus (equivalente romano de Hipnos) visita a Palinuro y lo duerme; Palinuro cae al mar, llega a una playa y allí lo matan unos bandidos. Se cumple así la profecía neptúnica, aunque aún habrán de encontrar dificultades por tierra los troyanos antes de llegar a Italia.
Cuando Eneas desciende al inframundo, se encuentra allí con el espíritu de Palinuro, que, al haber quedado insepulto su cuerpo, carece de descanso y le pide al troyano que lo ayude a pasar a la otra orilla. La Sibila de Cumas, que acompaña al héroe en su descenso, es tajante oponiéndose a su deseo, pues esto sería contrario al designio de los hados. No obstante, le promete que sus propios verdugos, perseguidos por acontecimientos prodigiosos, le erigirán un cenotafio y le harán ofrendas, y que un cabo llevará su nombre.
Servio y Dionisio de Halicarnaso confirman narraciones de la muerte de Palinuro anteriores a la Eneida. Se trataría, pues, de una leyenda que intentaría explicar algún accidente geográfico, en concreto en el cabo de la costa campana que lleva su nombre.